# 864 Aase
864 Aase, asteroid glavnog pojasa. Otkrio ga je Karl Wilhelm Reinmuth, 30. rujna 1921.

## Vanjske poveznice
- Minor Planet Center